# Liwā' Qaşabat Mādabā
Liwā' Qaşabat Mādabā (arabiska: لواء قصبة مادبا) är ett departement i Jordanien.   Det ligger i guvernementet Madaba, i den centrala delen av landet, 40 km sydväst om huvudstaden Amman.